# برنیس موهایش را کوتاه می‌کند
«برنیس موهایش را کوتاه می‌کند» (انگلیسی: Bernice Bobs Her Hair) داستانی کوتاه، نوشتهٔ اف. اسکات فیتزجرالد است. این داستان برای اولین بار در مهٔ ۱۹۲۰ در ستردی ایونینگ پست منتشر شد. تصویرگریِ نسخهٔ اصلی این داستان بر عهدهٔ ماری ویلسون پرستون بود. این اثر بعدها در سپتامبر ۱۹۲۰، در مجموعه‌داستانی با عنوان فلاپرها و فیلسوف‌ها قرار گرفت.
داستان فیتزجرالد به‌دنبال مخمصهٔ دختر بومی چند نژادیِ آمریکایی به نام برنیس، اهل منطقهٔ روستایی او کلر است که برای دیدن مارجوری، دخترعموی زیبا و شیکِ سفیدپوست خود به شهر می‌رود. برنیس در تقلای کسب محبوبیت، اعلام می‌کند که می‌خواهد موهایش را چتری کوتاه کند اما این آشکارسازی منجر به عواقب غیرقابل پیش‌بینی می‌شود.
نقاد ادبی ارویل پرسکات از نیویورک تایمز چند دهه پس از انتشار این اثر، در سال ۱۹۵۱ از آن به‌عنوان داستانی برجسته استقبال و اظهار کرد: «[این داستان] استانداردهای اجتماعی را برای نسلی از جوانان آمریکایی تعیین می‌کند، اسرار محبوبیت را فاش، و مثال‌هایی شگفت‌انگیز از آنچه باید در میز شام یا در زمین رقص گفته شود، ارائه می‌کند.»

## زمینه
داستان براساس نامه‌هایی بود که فیتزجرالد نوزده ساله برای خواهر چهارده ساله‌اش، آنابل فرستاد. از آنجایی که او می‌خواست خود را از نظر اجتماعی جذاب‌تر کند، «کوشید تا مهارت‌های اجتماعی خود را اصلاح و دستورالعمل‌های دقیقی در مورد محبوبیت و بهبود تصویر خود ارائه کند».
فیتزجرالد در سال ۱۹۱۵ نامهٔ حجیم ده‌صفحه‌ای برایش نوشت که «توصیه‌هایی درمورد گفتگو، متانت، کالسکه، رقص، بیان، لباس پوشیدن و شخصیت ارائه می‌کرد». فیتزجرالد بعداً از این نامه برای اساس پیش‌نویس داستان خود در سال ۱۹۱۹ استفاده کرد. متن اصلی داستان بسیار طولانی‌تر بود، اما فیتزجرالد نزدیک به ۳٬۰۰۰ کلمه را کم کرد و پایان آن را نیز تغییر داد تا داستان برای ناشران جذاب‌تر شود.
فیتزجرالد نام شخصیت اصلی را برنیس گذاشت که به برنیس دوم مصر اشاره می‌کند. بر اساس افسانه، برنیس محبوب‌ترین دارایی خود — موهایش — را قربانی کرد تا از پیروزی در جنگ اطمینان حاصل کند. برای این عمل، خدایان به او افتخار بزرگی دادند: گیسوان او را به‌عنوان صورت فلکی گیسو در آسمان قرار دادند.

## خلاصه
برنیس، دختری ظاهراً چند نژادی، اهل منطقهٔ روستایی او کلر برای ماه اوت به دیدار دخترعموی زیبا و شیک خود، مارجوری هاروی می‌رود. در رقص‌های شنبه‌شب، هیچ‌یک از پسران خوش‌تیپ نمی‌خواهند با برنیس برقصند یا با او صحبت کنند و مارجوری احساس می‌کند که برنیس در زندگی اجتماعی او مشکل ایجاد می‌کند.
یک روز عصر، برنیس مکالمهٔ آزاردهنده‌ای را بین مارجوری و مادرش می‌شنود که در آن مارجوری اظهار می‌کند که برنیس از نظر اجتماعی طرد شده‌است. او خام‌دستی اجتماعی و کم‌گوییِ برنیس را به تبار تصورشدهٔ سرخ‌پوستیِ او نسبت می‌دهد. مارجوری می‌گوید: «من فکر می‌کنم این از دو نژادیِ دیوانه در برنیس باشد. شاید او بازگشتی به تیپش باشد. زنان بومی همگی دور هم می‌نشستند و چیزی نمی‌گفتند.»
صبح روز بعد هنگام صبحانه، برنیسِ پریشان تهدید می‌کند که شهر را ترک می‌کند، اما وقتی تهدیدهایش بر مارجوری اثری ندارد، تسلیم می‌شود. او با اکراه موافقت می‌کند که به مارجوری اجازه بدهد تا او را به دختری جذاب تبدیل کند. مارجوری به برنیس می‌آموزد که چگونه مکالمات جالبی داشته باشد، چگونه با پسرهای غیرجذاب معاشقه کند تا خود را خواستنی‌تر نشان بدهد و چگونه برقصد. در مجلس رقص بعدی، بهترین بهانهٔ برنیس این است که پسرها را با این موضوع که قرار است موهایش را به‌زودی چتری کوتاه کند و او را با آن وضعیت تماشا خواهند کرد، به بازی بگیرد.

«شما فکر می‌کنید باید موهایم را کوتاه کنم، آقای چارلی پالسون؟»
چارلی با تعجب به بالا نگاه کرد.
«چرا؟»
«چون من به آن فکر می‌کنم. این یک راه مطمئن و آسان برای جلب توجه است.»

— اف. اسکات فیتزجرالد، «برنیس موهایش را کوتاه می‌کند»
برنیس با رفتار عشوه‌گرانهٔ تازهٔ خود در میان پسران شهر، به‌ویژه نزد وارن مک‌اینتایر نوزده ساله محبوب می‌شود. وارن که آن‌سوی خیابان زندگی می‌کند، از کودکی عاشق مارجوری بوده‌است اما او مدام نادیده‌اش می‌گیرد. وقتی مشخص می‌شود که وارن توجه عاشقانهٔ خود را از مارجوری به برنیس معطوف کرده‌است، کینه‌جویانه تصمیم می‌گیرد با فریب‌دادن برنیس، علناً او را تحقیر کند تا موهایش را چتری کند.
مارجوری به پسرهای مختلف می‌گوید که برنیس هرگز قصد نداشت موهایش را چتری کند و این فقط یک ترفند برای جلب توجه آن‌ها بود. برای اثبات اشتباه مارجوری، برنیس رضایت می‌دهد که وارن، مارجوری و گروهی از تحسین‌کنندگان او را به آرایشگاه ببرند. با این حال، پس از اینکه آرایشگر موهای برنیس را کوتاه می‌کند، پسرها به‌طور ناگهانی علاقهٔ خود را به او از دست می‌دهند و برنیس متوجه می‌شود که مارجوری او را فریب داده‌است.
مادر مارجوری اشاره کرد که مدل موی فلاپری برنیس موجب آبروریزی در جشنی خواهد شد که قرار است به افتخار او و مارجوری برگزار شود. برنیس که تصمیم می‌گیرد قبل از جشن فردا شهر را ترک کند، نیمه‌شب چمدانش را می‌بندد تا پس از نیمه‌شب با قطار بعدی از آنجا برود. پیش از ترک خانه، برنیس مخفیانه وارد اتاق مارجوری می‌شود و دو دسته موی بافته‌شدهٔ دخترعمویش را در خواب می‌چیند.
برنیس خانهٔ هاروی را با چمدانش و همچنین موهای بریده‌شدهٔ مارجوری ترک می‌کند. همان‌طور که به سمت ایستگاه قطار می‌رود، متوجهٔ خانهٔ وارن در آن طرف خیابان می‌شود. او با انگیزه‌ای ناگهانی، قیطان‌های مارجوری را جلوی ایوان وارن پرت می‌کند و فریاد می‌زند: «چیزهای خودخواهانه را از پوستِ سَر بِکَن!» سپس برنیس چمدان‌هایش را برمی‌دارد، از خیابان مهتابی به سمت ایستگاه قطار می‌دود تا به زادگاه روستایی خود، او کلر بازگردد.

## اقتباس‌ها
این داستان کوتاه دو بار برای تلویزیون اقتباس شده‌است. سی‌بی‌اس در سال ۱۹۵۱، این داستان را برای یک قسمت تئاتر استارلایت با بازی جولی هریس ۲۶ ساله در نقش برنیس، ماری سینکلیر در نقش مارجوری و جری پاریس در نقش اوتیس اقتباس کرد.
اقتباسی دیگر از این اثر در سال ۱۹۷۶ در قالب برنامه‌ای تلویزیونی برای پی‌بی‌اس تولید شد. کارگردان آن جوآن میکلین سیلور نام داشت و بازیگر ۲۷ ساله، شلی دووال ایفاگر شخصیت برنیس نوجوان بود و ورونیکا کارترایت و باد کرت نیز به ترتیب نقش‌های مارجوری و وارن را بازی کردند.